# Archivio di Stato di Sondrio
L'Archivio di Stato di Sondrio venne istituito nel 1946 come sezione d’Archivio e successivamente trasformato in Archivio di Stato nel 1963. Si articola in archivi prodotti dalle Istituzioni politiche, amministrative e giudiziarie della Provincia dalla sua istituzione alla seconda metà de XX secolo e da documenti depositati o donati da privati.

## Sede
L'Archivio di Stato di Sondrio è ospitato in due edifici collegati da un passante aereo.

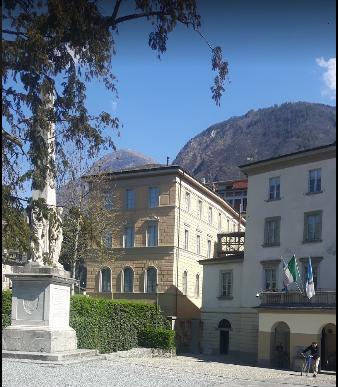
I due edifici che ospitano l'Archivio di Stato di Sondrio

Il primo, sito sul Lungo Mallero Cadorna, venne ristrutturato dopo la piena del torrente Mallero nel 1927, che distrusse gli affreschi ottocenteschi del pittore talamonese Giovanni Gavazzeni. Tra il 2008 e il 2013 l'immobile è stato interamente ristrutturato.
Il secondo, Palazzo Martinengo, fu costruito nel secolo XVI per volere del conte bresciano Ulisse Martinengo, rifugiatosi in Valtellina nel periodo della Controriforma. Al terzo piano sono ospitati gli uffici, la sala studio e la biblioteca dell'Istituto.

## Patrimonio

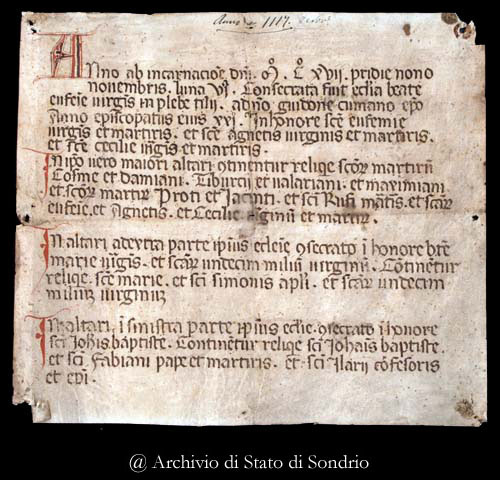
ASSO, Pergamene sciolte, Archivio notarile, Memoria della consacrazione della chiesa di Santa Eufemia di Teglio (copia quattrocentesca di un originale del 1117)

Il patrimonio documentario conservato nell'Archivio di Stato di Sondrio occupa circa seimila metri lineari di scaffalature.
Seguendo la descrizione riportata nella Guida Generale degli Archivi di Stato Italiani si elencano i seguenti fondi:
I. Antichi Regimi: Pretura di Chiavenna (1818-1858), Pretura di Sondrio (1818-1858), Pretura di Ponte (1818-1858);
II. Stato Italiano: Prefettura di Sondrio (dal 1856-1963), Ufficio distrettuale delle imposte dirette di Sondrio (1961-1974), Tesoreria provinciale (1898-1913 e 1918-1929), Ufficio di leva di Sondrio (classi 1860-1939), Distretto militare di Sondrio (classi 1876-1945), Pretura di Chiavenna (1859-1930), Tribunale di Sondrio (1864-1928), Corte d'assise di Sondrio (1862-1868);
III. Archivi non periodizzabili: Atti dei notai (1321-1886), catasti: estimo grigione (1507-1853), catasto delle comunità (1773-1853 con annotazioni sino al 1856), catasto lombardo-veneto (1853-1940), Ospedale Civile di Sondrio (1821-1953), Ente comunale di assistenza di Sondrio (1937-1979), Santuario della Madonna di Tirano (26 pergamene datate 1485-1671 e documenti cartacei).
Archivi di famiglie e di persone: sezione particolarmente ricca, conserva documenti delle famiglie valtellinesi più illustri (XIII-XX secolo) come, ad esempio, la famiglia Delfini (1702-1802), i Donegani di Monte Stelvio (1773-1910), i Ninatti di Villa di Tirano (1683-1919), l'archivio Visconti Venosta (1266-1890), le carte di Angeloantonio Bianchi (1939-1947) relative al secondo conflitto mondiale e alla lotta partigiana.
Manoscritti della Biblioteca Civica Pio Rajna di Sondrio insieme con gli archivi delle famiglie Falcinelli di Madesimo (1660-1840), Lucini-Juvalta (1763-1869), Merizzi Parravicini (1727-1794), Pollavini (1790-1806) e i fondi Emilio Quadrio (1385-1899) e Romegialli (XV secolo-1884).

## Mirabilia

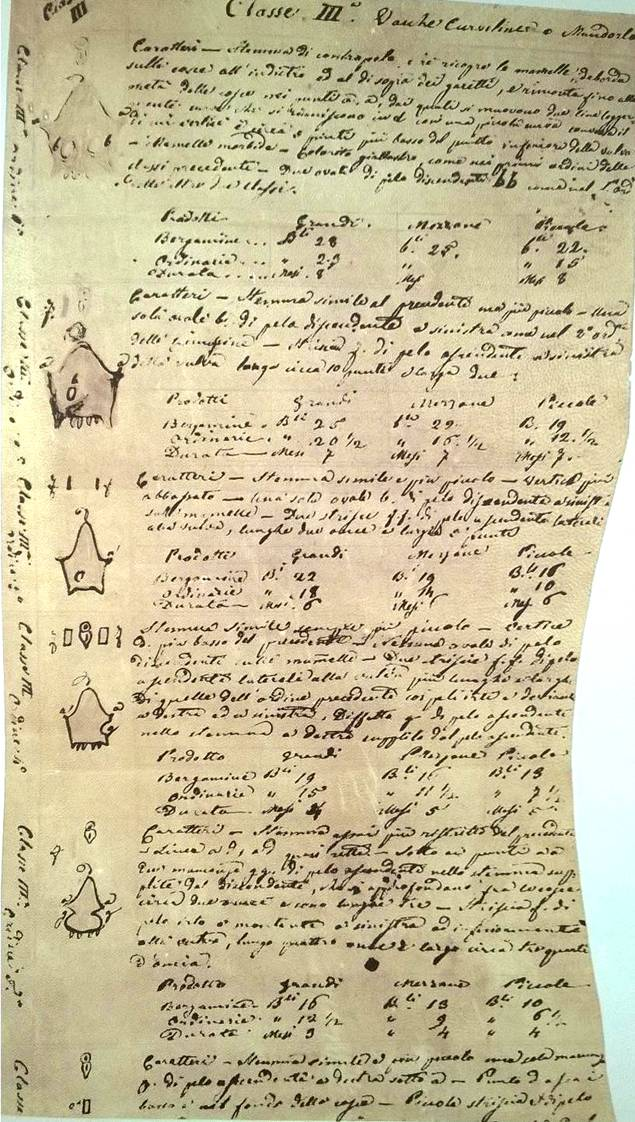
ASSO, Pergamene di Grosotto, Trattatello sulle vacche (secolo XIX)

Il documento più antico conservato nel fondo notarile è un istrumento di donazione più dote rogato nel 1254 dal notaio Giovanni de Cerveno.
Considerando anche i documenti non originali, la pergamena più antica è una rielaborazione quattrocentesca in forma di memoriale della consacrazione della chiesa di Santa Eufemia di Teglio del 1117, destinata alla conservazione esposta.
Tra le pergamene di Grosotto, acquistate dal Ministero dell'Interno nel 1958, si trova un curioso documento: è il cosiddetto "Trattatello sulle vacche", probabilmente un compendio della prima metà dell'Ottocento dell'opera di François Guénon Traité des vaches laitières (1838). È scritto sul verso di una pergamena del secolo XVI e rappresenta un'interessante fonte sulla storia della zootecnia del secolo XIX. Nella breve premessa si legge: "Il pregio delle razze e la bellezza delle forme sono generalmente indizi di buona qualità delle vacche..."

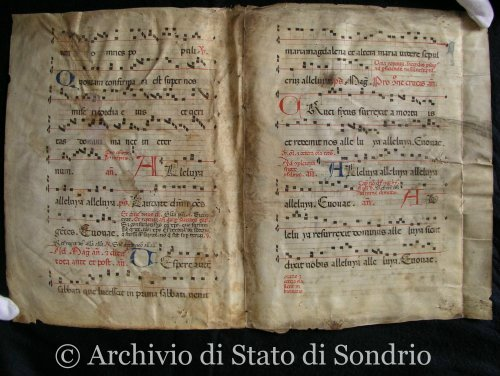
ASSO, Pergamene sciolte, Archivio notarile, Processionale (sec. XIV)

Tra le scritture di reimpiego si distingue un pregevole processionale del secolo XIV. Il bifolio costituiva la coperta di un protocollo notarile datato 1641 di Francesco Quadrio de Maria di Ponte in Valtellina, attivo dal 1632 al 1676.